# Jean-Noël
Jean-Noël ist ein französischer Doppelvorname, der sich aus den Namen Jean und Noël zusammensetzt.

## Namensträger
- Jean-Noël Augert (* 1949), französischer Skirennläufer
- Jean-Noël de Bouillane de Lacoste (1934–2020), französischer Diplomat und Journalist
- Jean-Noël Chevron (1790–1867), französisch-holländischer Architekt und Stadtplaner
- Jean-Noël Cuénod (* 1948), Schweizer Journalist
- Jean-Noël Diouf (* 1946), senegalesischer Geistlicher und em. römisch-katholischer Bischof von Tambacounda
- Jean-Noël Ferrari (* 1974), französischer Florettfechter
- Jean-Noël Hamal (1709–1778), belgischer Komponist
- Jean-Noël Huck (* 1948), französischer Fußballspieler und -trainer
- Jean-Noël Jeanneney (* 1942), französischer Historiker, Politiker und Kulturfunktionär
- Jean-Noël Labat (1959– 2011), französischer Botaniker
- Jean-Noël Pancrazi (* 1949), französischer Schriftsteller
- Jean-Noël Rey (1949–2016), Schweizer Beamter, Manager und Politiker (SP)
- Jean-Noël Riff (* 1981), französischer Schachspieler
- Jean-Noël Thorel (* 1947), französischer Biologe, Apotheker und Pokerspieler
- Jean-Noël Wolf (* 1982), französischer Radrennfahrer